# Hindenburg-vonal
A Hindenburg-vonal egy, az első világháborúban épített német védelmi vonalrendszer volt. Építését 1916 szeptemberében kezdték el, és 1917-ben fejezték be.

## Építésének szükségessége
A Hindenburg-vonal nem politikai okból készült el. 1916-ban a Bruszilov-offenzíva során az Osztrák–Magyar Monarchia hatalmas veszteségeket szenvedett, a Német Haderő keleti parancsnokságának kellett segédkeznie. A nyugati front ezáltal részben védtelen maradt. A németeket a keleti front lekötötte, így a nyugati front védelmére kellett egy erődrendszer, ami kevesebb katonával is védhető. Mindemellett Románia hadat üzent Németországnak, és a nyugati német offenzíva is kudarcba fulladt a verduni csatában, Franciaország ellentámadást indított ugyanitt, és Angliával közös offenzívára került sor a Somme-i csatában. Mindez együttesen indokolta egy erős védelmi rendszer kialakítását nyugaton.

## Az előkészítés
Noyon Salient mögött volt egy kis erődrendszer, ami a szövetséges offenzíva kiindulópontja volt. A németeknek két választásuk maradt: vagy elfoglalják ezt, és ezzel munkaerőt és építőanyagot spórolnak, vagy szétbombázzák a stratégiai fontosságú épületeket a lakossági épületekkel együtt. A szövetségeseknek az újjáépítés a becslések szerint 8 hónapot vett volna igénybe, ami időt nyert volna a németeknek. Az utóbbi került megvalósításra.

## Problémák
A németeknek problémájuk volt a munkaerőhiánnyal. Ez jóval lassabb befejezési időt eredményezett. A német hadigazdaság is lelassult. Az ország 1916-ban úgy döntött, hogy nagyobb fegyvereket gyárt, és a szövetségeseitől importál fegyvereket. A haditermelés 1916 telére már csak 60%-a volt az előző évinek.